# Savyonei Ramat Aviv 1 (Tel Awiw)
Savyonei Ramat Aviv 1 – mieszkalny drapacz chmur w osiedlu mieszkaniowym Kochav haTzafon, w mieście Tel Awiw w Izraelu.
Budynek powstał z przeznaczeniem pod apartamenty mieszkaniowe. Wieżowiec znajduje się na wzgórzu, dzięki czemu sprawia wrażenie wyższego, niż jest w rzeczywistości. Rozciąga się stąd widok na całe miasto Tel Awiw, Morze Śródziemne i Park ha-Jarkon.

## Dane techniczne
Wieżowiec ma 23 kondygnacje i wysokość 81 metrów.
Tuż obok znajduje się parking.